# Лодж, Дэвид
Де́йвид Джон Лодж (англ. David John Lodge; 28 января 1935, Лондон — 1 января 2025, Бирмингем) — английский писатель и литературовед.

## Биография
Дейвид Лодж родился и вырос в Лондоне. В 1955 году с отличием окончил Университетский колледж Лондона, получив степень бакалавра. В 1959 году он женился на Мэри Фрэнсис Джэкоб (англ. Mary Frances Jacob) и в том же году получил степень магистра.
Докторскую степень Лодж получил в Бирмингемском университете, где с 1960 по 1987 годы преподавал английский язык и литературу. Известность ему принесли лекции по викторианской литературе.
В 1987 году он оставил педагогику и всецело посвятил себя литературному творчеству. Почётный профессор современной английской литературы Бирмингемского университета.
В своих романах Лодж часто высмеивал академические круги, в частности гуманитариев. Дейвида Лоджа воспитывали как католика (позже он назовёт себя католиком-агностиком), многие его герои тоже католики, и их вера — одна из тем его романов.
Умер 1 января 2025 года в Бирмингеме в возрасте 89 лет.

## Награды и звания
- Член Королевского общества литературы
- Премия Готорндена и литературная премия газеты «Йоркшир пост» за роман «Академический обмен»
- Уитбредовская премия (1980) за роман «How Far Can You Go?»
- Финалист Букеровской премии (1984) — за роман «Мир тесен»
- Финалист Букеровской премии (1988) — за роман «Хорошая работа»
- Премия за лучшую книгу года газеты «Санди экспресс» (1988) за роман «Хорошая работа»
- Финалист писательской премии Британского содружества наций (1996) — за роман «Терапия»
- Премия Королевского телевизионного общества за лучший драматический сериал (1989) и премия «Серебряная нимфа» на Международном фестивале телефильмов в Монте-Карло (1990) за телесериал по роману «Хорошая работа»

### Художественные произведения
- The Picturegoers, 1960
- Ginger You’re Barmy, 1962
- The British Museum Is Falling Down, 1965
- Out of the Shelter, 1970
- Changing Places: A Tale of Two Campuses, 1975 (первая часть «университетской» трилогии)
  - Академический обмен. Повесть о двух кампусах / Пер. О. Е. Макаровой. М.: Независимая газета, 2000.
- How Far Can You Go?, 1980
- Small World: An Academic Romance, 1984 (вторая часть «университетской» трилогии)
  - Мир тесен / Пер. О. Е. Макаровой. М.: Независимая газета, 2004.
- Nice Work, 1988 (третья часть «университетской» трилогии)
  - Хорошая работа / Пер. М. Ворсановой. М.: Независимая газета, 2004.
- Paradise News, 1991
  - Райские новости / Пер. Е. В. Дод. М.: Иностранка; Б.С.Г.-Пресс, 2002.
- Therapy, 1995
  - Терапия / Пер. Е. В. Дод. М.: Иностранка; Б.С.Г.-Пресс, 2003.
- The Man Who Wouldn’t Get Up: And Other Stories, 1998
- Home Truths, 1999 (роман, написанный по одноимённой пьесе)
  - Горькая правда / Пер. Т. Я. Казавчинской (опубликован в журнале «Иностранная литература», № 7 за 2009 год).
- Thinks …, 2001
  - Думают… / Пер. Д. Кротовой. М.: Эксмо, 2003.
- Author, Author, 2004
- Deaf Sentence, 2008
- A Man of Parts, 2011

### Пьесы
- The Writing Game, 1990
- Home Truths, 1999

### Телевизионные постановки
- Small World, 1988
- Nice Work, 1989
- Martin Chuzzlewit, 1994
- The Writing Game, 1995

### Другие работы
- Language of Fiction, 1966
- The Novelist at the Crossroads, 1971
- The Modes of Modern Writing, 1977
- Working with Structualism, 1981
- Write On, 1986
- After Bakhtin, 1990
- The Art of Fiction, 1992
- Modern Criticism and Theory: A Reader, 1992
- The Practice of Writing, 1997
- Consciousness and the Novel, 2003
- The Year of Henry James: The Story of a Novel, 2006
- "Hotel des Boobs, " in The Penguin Book of Modern British Short Stories, edited by Malcolm Bradbury. London, Viking, 1987; New York, Viking, 1988.